# یک بار دیگر (کتاب)
یک بار دیگر خاطرات کمدین کارول برنت است که در تاریخ ۱۹۸۶ نوشته شد. این کتاب که انتشارات رندوم هاوس آن را چاپ کرد، به پرفروش‌ترین کتاب غیرداستانی نیویورک تایمز تبدیل شد.
برنت دوران کودکی خود را در محلهٔ هالیوودی افسرده‌کننده گذراند. او در آن محله در یک آپارتمان تک‌اتاقه با مادربزرگش زندگی می‌کرد. فرزند پدر و مادری الکلی بود؛ مادری که خیال موفقیت در هالیوود را در سر می‌پروراند و پدری که عاقبت به یک آسایشگاه عمومی روانه شد. کارول دائماً در مورد یک حرفه در حوزهٔ سرگرمی خیال‌پردازی می‌کرد و در عین حال متوجه می‌شد که شانس بسیار کمی برای دستیابی به آن دارد. تا آن که خیرخواهی مرموز هزینهٔ انتقال او را به شهر نیویورک تأمین کرد. در این کتاب، او داستان کسی را روایت می‌کند که به سن بلوغ می‌رسد. این داستان همزمان طنز، دلخراش و امیدوارکننده است.
این کتاب اساس نمایشنامهٔ ارتش هالیوود بود که برنت با همکاری دخترش کری همیلتون نوشت.